# Удгодская, Марина Викторовна
Марина Викторовна Удгодская (род. 5 апреля 1985, деревня Лаврентьевское, Костромская область) — глава Повалихинского сельского поселения (с 2020). Получила широкое освещение в российских и зарубежных СМИ после неожиданной победы на выборах главы сельского поселения над действующим главой Николаем Локтевым.

## Биография
Марина Удгодская родилась в 1985 году в деревне Лаврентьевское. В 2004 году закончила в Повалихинском сельском поселении 8 классов, позже училась в профессиональном лицее № 23 в посёлке Анфимово, закончила Чухломский лесопромышленный техникум имени Ф. В. Чижова, училась на продавца, однако вакантных мест в сельских магазинах не нашлось и поэтому Удгодская устроилась на работу уборщицей в здании администрации, где и работала на момент выборов. Она числилась депутатом в Совете депутатов Повалихинского сельского поселения на непостоянной основе.
На выборы главы Повалихинского сельского поселения Удгодская выдвигалась от Российской партии пенсионеров за социальную справедливость (хотя состояла в партии Единая Россия), по её словам выдвинуть свою кандидатуру попросил бывший глава Николай Локтев. На выборах с результатом 61,70 % голосов одержала победу Удгодская, что вызвало резонанс в российских и зарубежных СМИ. Позже Удгодская сообщила, что изначально собиралась отказаться от поста (в случае чего ей грозил штраф), однако после поездки в администрацию Чухломского муниципального района, где ей сообщили о том, что окажут поддержку, она решила работать. Глава Чухломского муниципального района Владимир Бахвалов заявил, что Удгодская победила по воле избирателей, поэтому их выбор нужно уважать.
| Кандидат              | Партия             | Голоса | %        |
| --------------------- | ------------------ | ------ | -------- |
| Марина Удгодская      | Партия пенсионеров | 87     | 61,70 %  |
| Николай Локтев        | Единая Россия      | 48     | 34,04 %  |
| Испорченные бюллетени | —                  | 6      | 4,26 %   |
| ВСЕГО                 | —                  | 141    | 100,00 % |

В интервью РЕН ТВ Удгодская рассказала о своих планах на посту главы поселения. Глава ЦИК Элла Памфилова заявила, что победа Удгодской является законной, несмотря на то, что она была техническим кандидатом и поздравила её с победой.
25 сентября 2020 года газета Московский Комсомолец выдвинула Удгодскую на Нобелевскую премию мира.
Представитель управления по вопросам внутренней политики Костромской области заявила, что резонанс в СМИ, вызванный внезапной победой непонятен, так как ранее Удгодская 5 лет работала в Совете депутатов:

Такой резонанс не очень понятен. СМИ делают акцент на том, что она уборщица, но не указывают, что Марина пять лет проработала местным депутатом на непостоянной основе. Она знает проблемы сельского поселения, а люди знают её.

12 ноября в СМИ распространилась информация о подаче Удгодской заявления об отставке. Пресс-служба губернатора Костромской области Сергея Ситникова выпустила пресс-релиз с опровержением информации об отставке, в интервью корреспонденту «Аргументов и фактов» Удгодская заявила, что она никуда не уходит и не знает, кто распространяет слухи о её уходе с должности. ТАСС сообщил, что Удгодская осталась на посту благодаря поддержке депутатов Совета депутатов Повалихинского сельского поселения.
Председатель костромского отделения Российской партии пенсионеров за социальную справедливость В. Громов предложил выдвинуться на следующих выборах в Госдуму. Марина Удгодская заявила, что не собирается участвовать в выборах в Госдуму.